# Distrito de Buvuma
El distrito de Buvuma es uno de los ciento once distritos que dan origen a la actual organización territorial de la República de Uganda. Su ciudad capital es la ciudad de Kitamilo.

## Localización
El archipiélago que compone el distrito de Buvuma se encuentra rodeado por las aguas del lago Victoria.

## Población
El distrito de Buvuma cuenta con una población total de 89 890 habitantes según las cifras suministradas por el censo poblacional llevado a cabo durante el año 2014 en Uganda.